# Alexander Cozens

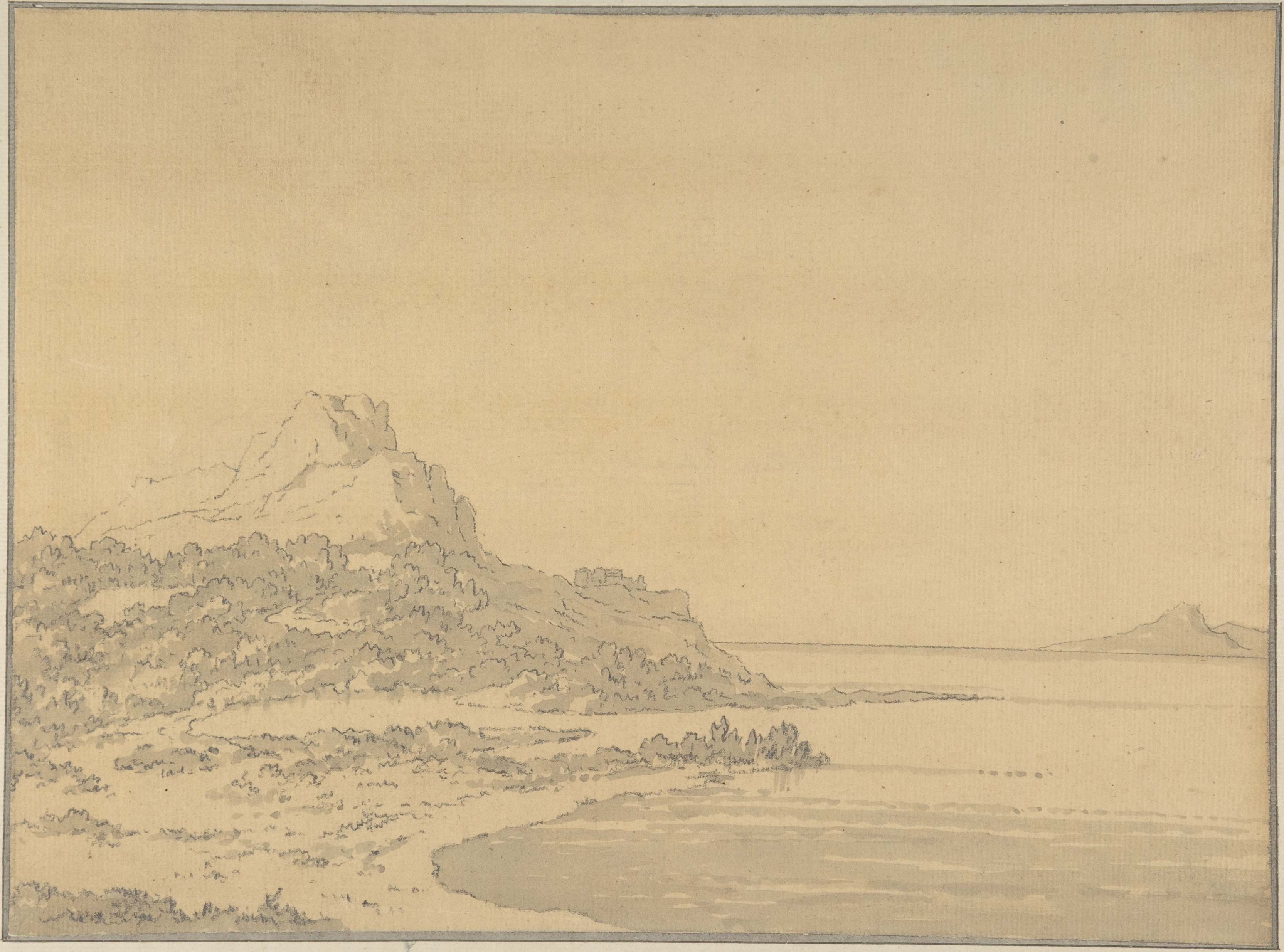
Paisaje costero, lápiz y aguada gris, Nueva York, Metropolitan Museum of Art.

Alexander Cozens (San Petersburgo, 1717 - Londres, 1786) fue un dibujante y acuarelista, y un teórico del arte, inglés de origen ruso. 

## Trayectoria
Aunque se le consideraba hijo natural del emperador Pedro I de Rusia y la británica, Mary Davenport, de Deptford, era, de hecho, hijo de Richard Cozens (1674-1735), que trabajó para Pedro I como constructor de barcos. El emperador fue el padrino de Alejandro. Fue educado en Inglaterra desde 1727, pero luego regresó a Rusia. En 1746 zarpó de San Petersburgo a Italia, donde pasó dos años antes de viajar a Inglaterra. Mientras estuvo en Roma, trabajó en el estudio del pintor paisajista francés Claude-Joseph Vernet.
Ya en Inglaterra, entre 1750 y 1754, Cozens fue maestro de dibujo en el Christ's Hospital, y en la misma década comenzó también a enseñar a alumnos privados. De 1763 a 1768 fue maestro de dibujo en el Eton College. Dio lecciones al Príncipe de Gales, a Sir George Beaumont y a William Beckford, posiblemente, los tres mecenas y coleccionistas británicos más importantes de su generación. Beckford continuó manteniendo correspondencia con ellos durante algunos años. También practicó en Bath, que era el centro vacacional de la aristocracia inglesa en esa época.
En 1760 fue uno de los contribuyentes a la primera exposición pública en Londres de obras de artistas vivos, celebrada en la gran sala de la Society of Arts. En 1761 obtuvo un premio de la Society of Arts en la exposición celebrada en el Strand. También expuso ocho obras en la Royal Academy entre 1772 y 1781 .
En 1785 publicó un tratado sobre pintura de paisaje, A New Method of Assisting the Invention in Drawing Original Compositions of Landscape (Nuevo método para asesorar a la inventiva al dibujar composiciones paisajísticas originales) donde recogía las nuevas aportaciones realizadas en el terreno de la estética por los filósofos empiristas, en especial en relación con la categoría de lo pintoresco. Cozens introdujo la idea de la “invención” de la naturaleza: en vez de imitarla, el artista recrea una noción ideal de la naturaleza, que es el medio expresivo de la emotividad del artista. Influido por la pintura china, elaboró obras donde, a partir de unas manchas de tinta sobre el lienzo, pintaba un paisaje de naturaleza fantástica. 
Se casó con Charlotte Pine, hija de John Pine, Bluemantle Pursuivant en el College of Arms. Alexander Cozens murió en Duke Street, Piccadilly, Londres, el 23 de abril de 1786. Su hijo John Robert Cozens fue también artista.